# Pimelea xenica
Pimelea xenica är en tibastväxtart som beskrevs av Colin James Burrows. Pimelea xenica ingår i släktet Pimelea och familjen tibastväxter. Inga underarter finns listade i Catalogue of Life.